# Stylurus endicotti
Stylurus endicotti – gatunek ważki z rodziny gadziogłówkowatych (Gomphidae).